# MGS Panserraïkos
El Mousikos Gymnastikos Syllogos Panserraïkos (grec: Μουσικός Γυμναστικός Σύλλογος Πανσερραϊκός) és un club esportiu grec de la ciutat de Serres.

## Història

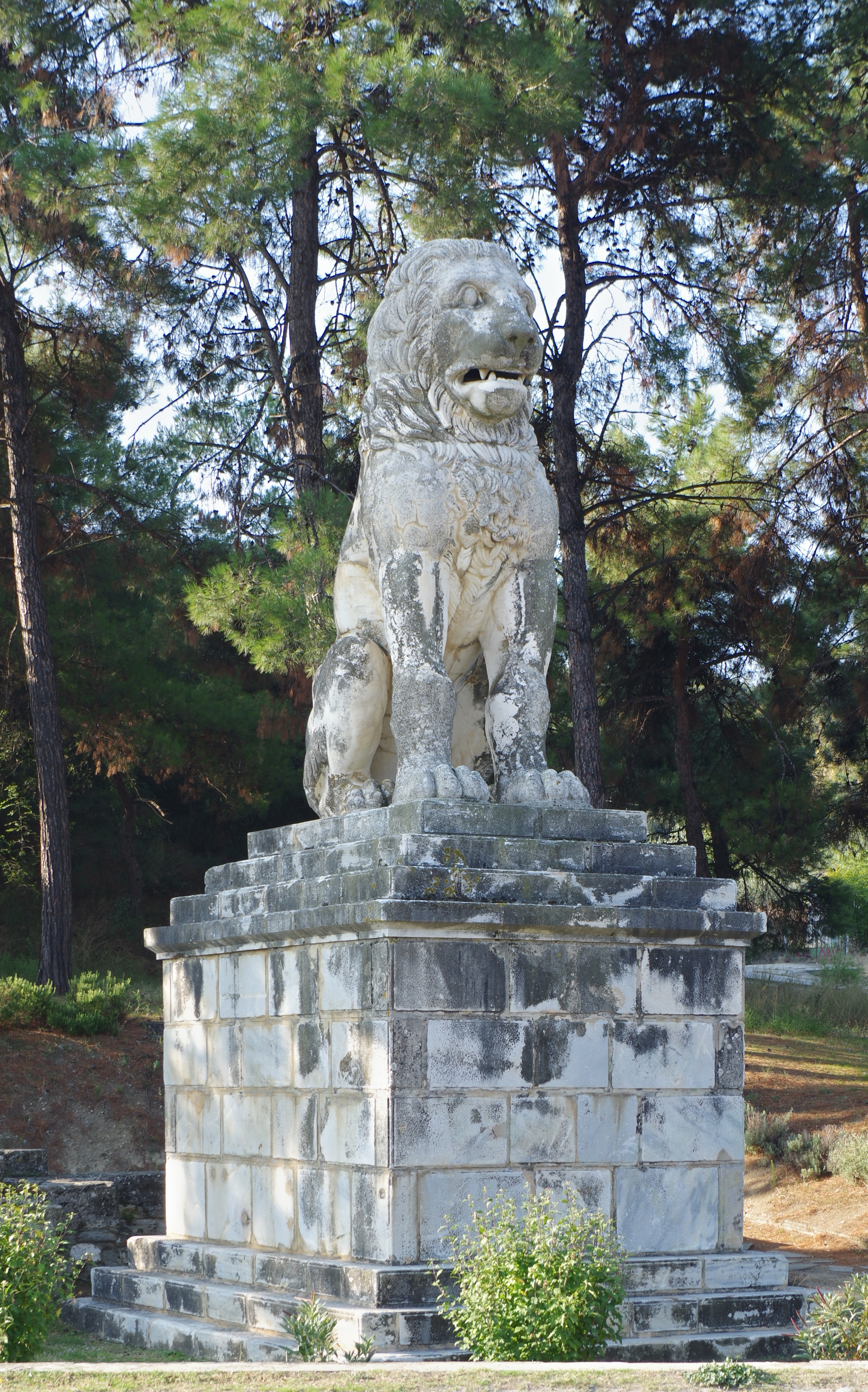
El Lleó d'Amfípolis

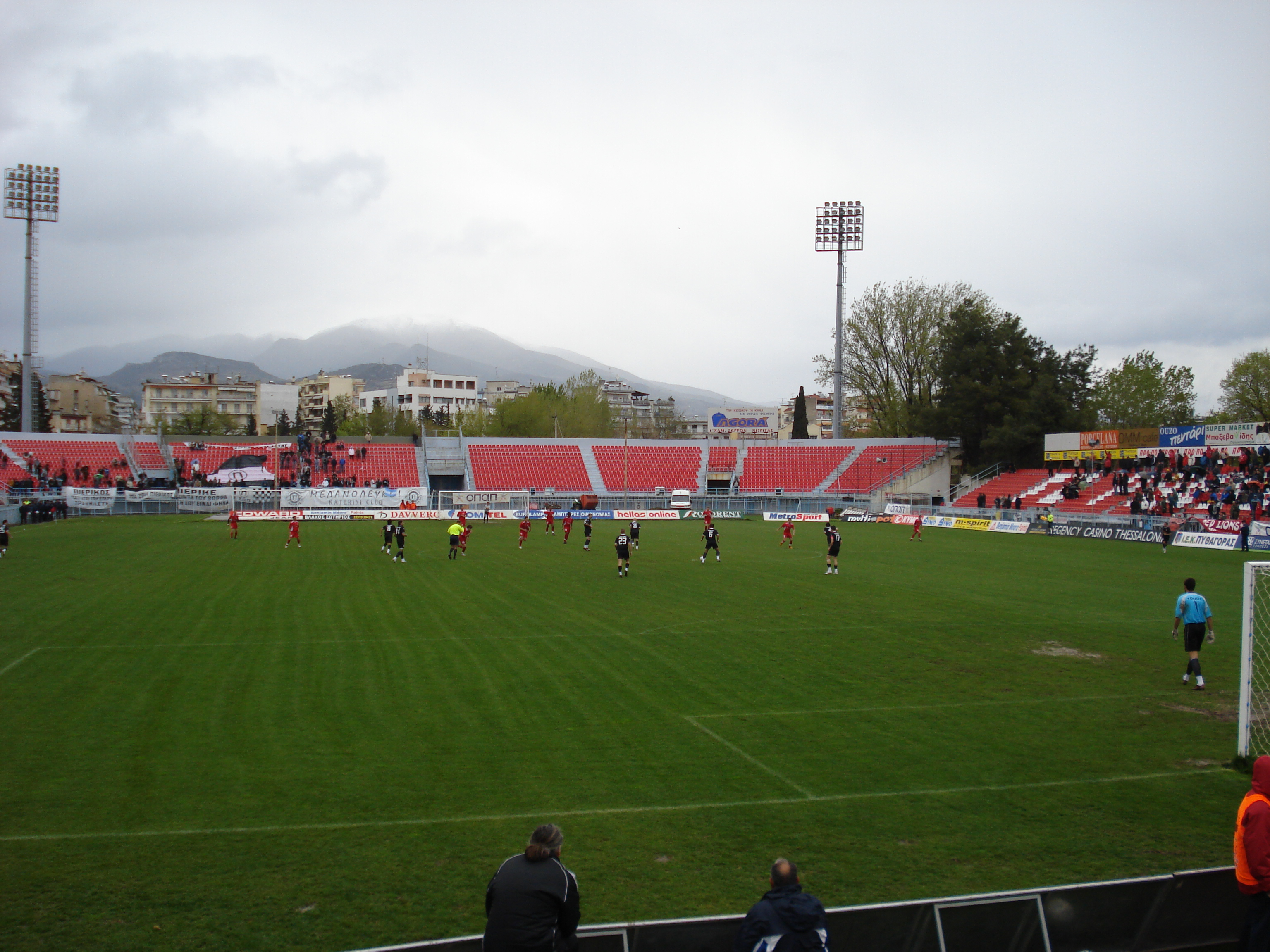
Estadi Municipal de Serres

Panserraikos es fundà l'any 1964 a Serres per la fusió de dos clubs locals, Iraklis i Apollon. L'emblema del club és el Lleó d'Amfípolis.
Evolució al campionat grec:
- 1964-65: Segona divisió
- 1965-71: Primera divisió
- 1971-72: Segona divisió
- 1972-79: Primera divisió
- 1979-80: Segona divisió
- 1980-84: Primera divisió
- 1984-85: Segona divisió
- 1985-86: Primera divisió
- 1986-87: Segona divisió
- 1987-88: Primera divisió
- 1988-89: Segona divisió
- 1989-92: Primera divisió
- 1992-93: Segona divisió
- 1993-94: Tercera divisió
- 1994-95: Segona divisió
- 1995-96: Tercera divisió
- 1996-08: Segona divisió
- 2008-09: Primera divisió
- 2009-10: Segona divisió
- 2010-11: Primera divisió
- 2011-13: Segona divisió
- 2013-15: Tercera divisió
- 2015-17: Segona divisió

## Palmarès
- Segona divisió grega:
  - 1964-65, 1971-72, 1979-80, 2007-08
- Tercera divisió grega:
  - 1993-94, 2014-15